# Rösimmen
Rösimmen är en sjö i Karlskoga kommun, Nora kommun och Örebro kommun i Västmanland och ingår i Göta älvs huvudavrinningsområde. Sjön är 12,8 meter djup, har en yta på 2,11 kvadratkilometer och befinner sig 178,2 meter över havet. Sjön avvattnas av vattendraget Imälven. Vid provfiske har abborre, gädda, löja och mört fångats i sjön.

## Delavrinningsområde
Rösimmen ingår i det delavrinningsområde (658523-144110) som SMHI kallar för Utloppet av Rösimmen. Medelhöjden är 193 meter över havet och ytan är 16,13 kvadratkilometer. Räknas de 2 avrinningsområdena uppströms in blir den ackumulerade arean 40,64 kvadratkilometer. Imälven som avvattnar avrinningsområdet har biflödesordning 3, vilket innebär att vattnet flödar genom totalt 3 vattendrag innan det når havet efter 301 kilometer.
Avrinningsområdet består mestadels av skog (65 procent) och sankmarker (18 procent). Avrinningsområdet har 2,13 kvadratkilometer vattenytor vilket ger det en sjöprocent på 13,2 procent.